# Skogskyrkogården
För andra betydelser, se Skogskyrkogården (olika betydelser).
Skogskyrkogården är en begravningsplats i stadsdelen Gamla Enskede inom Stockholms kommun. Den invigdes 1920. Hela anläggningen betraktas som ett av de viktigaste verken inom modern arkitektur och upptogs 1994 på Unescos världsarvslista. 
Begravningsplatsen skapades 1915–1940 av arkitekterna Gunnar Asplund och Sigurd Lewerentz. Området var då ett tallbevuxet rullstensåsområde med några sandtag i norr. Arkitekterna utgick från naturens naturliga förutsättningar och skapade ett landskapsrum med sakral känsla med fem begravningskapell, varav tre finns i den sammanbyggda anläggningen Skogskrematoriet. Gravplatserna är till största delen ordnade i kvarter inne i tallskogen. Här finns också en minneslund och en monumental kulle, Meditationslunden, samt en urngård i det fria för placering av gravurnor. Skogskyrkogården förvaltas av kyrkogårdsförvaltningen i Stockholms kommun. Under sommarhalvåret arrangeras regelbundet guidade turer av Stockholms stadsmuseum.
Begravningsplatsen är med sina 100 000 gravplatser störst i landet, räknat i antalet gravplatser. Räknar man till ytan är den näst störst, efter Kvibergs kyrkogård. Den utgör en skiljelinje när det gäller utformning av begravningsplatser världen över. Den centrala kapellanläggningen, Skogskrematoriet, kallades av det ansvariga borgarrådet Yngve Larsson för "stadens skönaste byggnadsverk i vår generation". Området skyddas som såväl världsarv som riksintresse för kulturmiljövård enligt svensk miljölagstiftning.

## Historia
År 1912 beslöt Stockholms stadsfullmäktige att ett markområde i södra Stockholm, söder om dåvarande Södra begravningsplatsen (idag omdöpt till Sandsborgskyrkogården), skulle avsättas för en ny begravningsplats. Området omfattade 85 hektar (senare utökat till drygt 100 hektar) och bestod huvudsakligen av barrskogsbevuxen mark som till stora delar härstammade från en tallodling under Enskede gård. 
I norr fanns en del av Stockholmsåsen som utnyttjades som sandtag. Innanför ingången fanns ett mindre berg som kom att sprängas bort och vars sten användes till kyrkogårdsmuren. Tyresövägen gick igenom området och utgör dagens Kapellslingan, direkt öster om kapellen. I väster gick Dalarövägen, dagens Minneslundsvägen, och hus omkring som bildade Tallkroga malm. I övrigt var naturen orörd.

Hösten 1914 utlystes en internationell arkitekttävling för att därigenom skapa förutsättningar för att den planerade begravningsplatsen – Skogskyrkogården – skulle präglas av värdighet, konstnärlig kvalitet och harmoni. Tävlingsprogrammet innehöll bland annat följande förutsättningar: 
| ” | Området ska ordnas så, att man utan att pruta på konstnärliga synpunkter och utan för vidlyftig förändring av terrängen eller förvanskning av landskapets kynne får en klar och redig plan med bästa möjligheter för allmänheten att orientera sig. Stor vikt lägges vid att området får en genomgående värdig karaktär. Även i fråga om detaljarbetet måste konstnärliga synpunkter läggas till grund för exempelvis byggnadernas förläggning och gruppering, planteringarnas anordnande och gravmonumentens uppsättning, så att området färdigt och använt får bästa möjliga helhetsverkan. Marken skall väl tillvaratagas och på området befintliga grustag utnyttjas i så stor utsträckning som möjligt, dock på så sätt, att därigenom samtidigt dalbildningar erhållas. | „ |

Historiska bilder
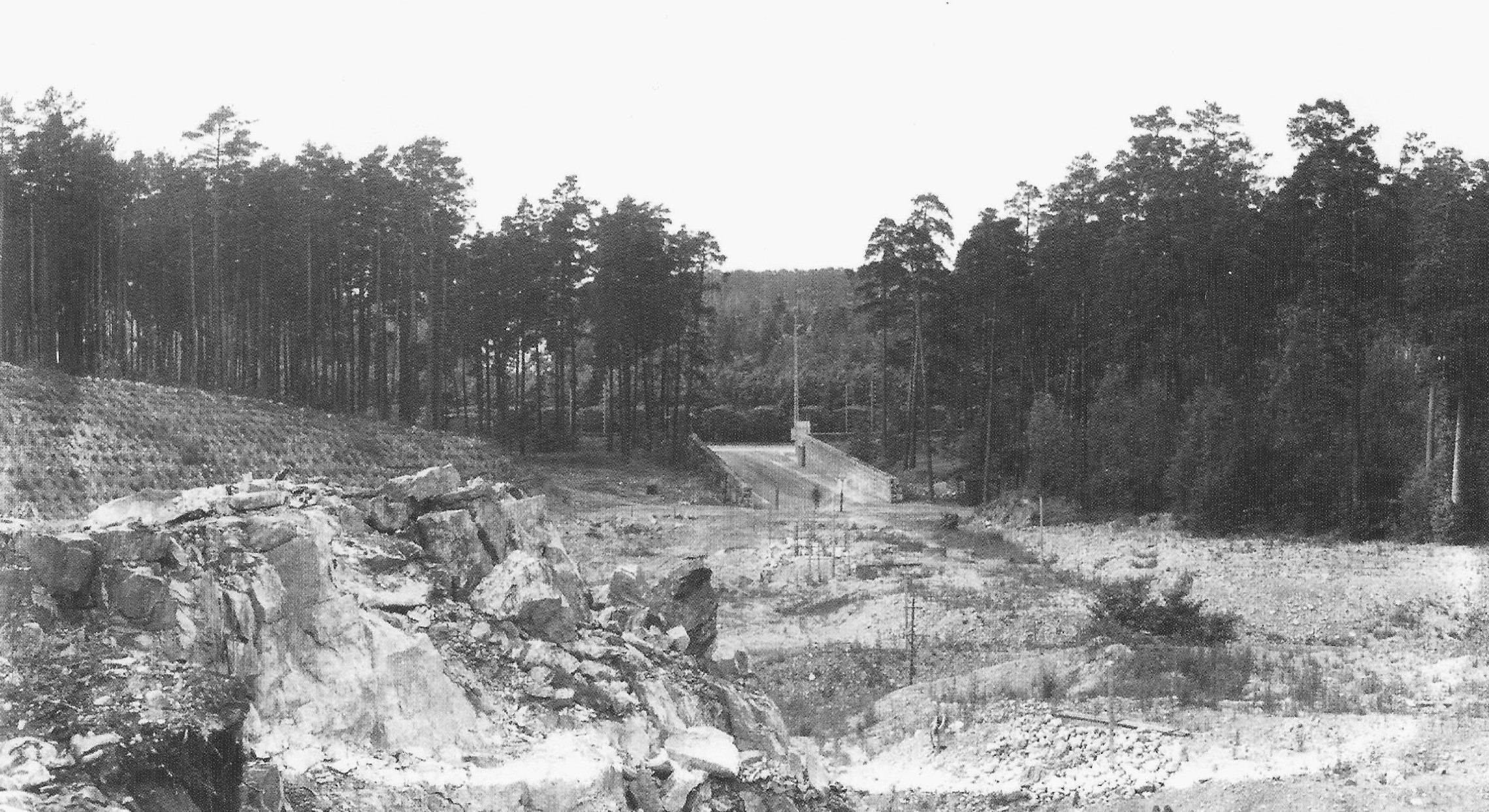
Berget innanför ingången, delvis bortsprängt, tidigt 1920-tal.
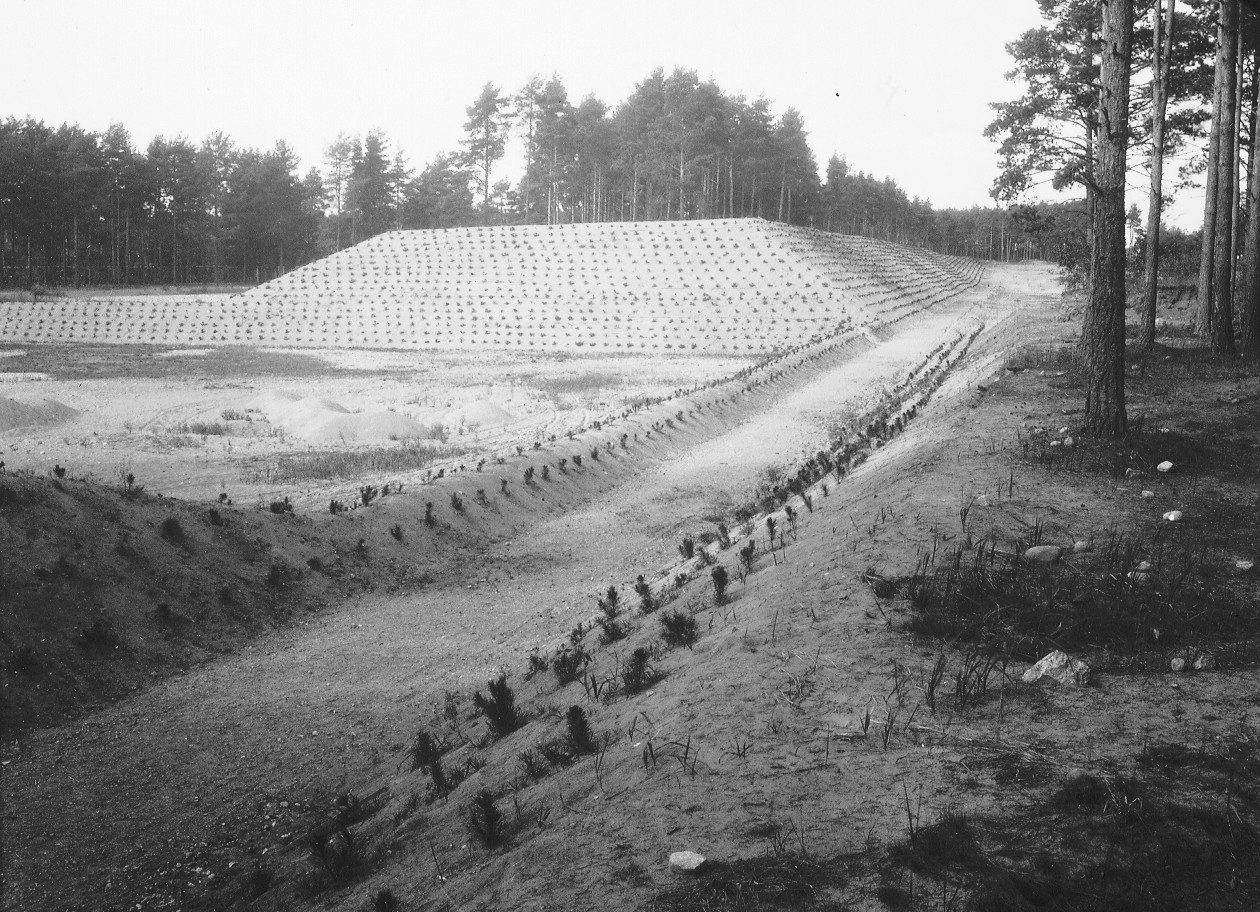
Anläggningsarbeten 1928.
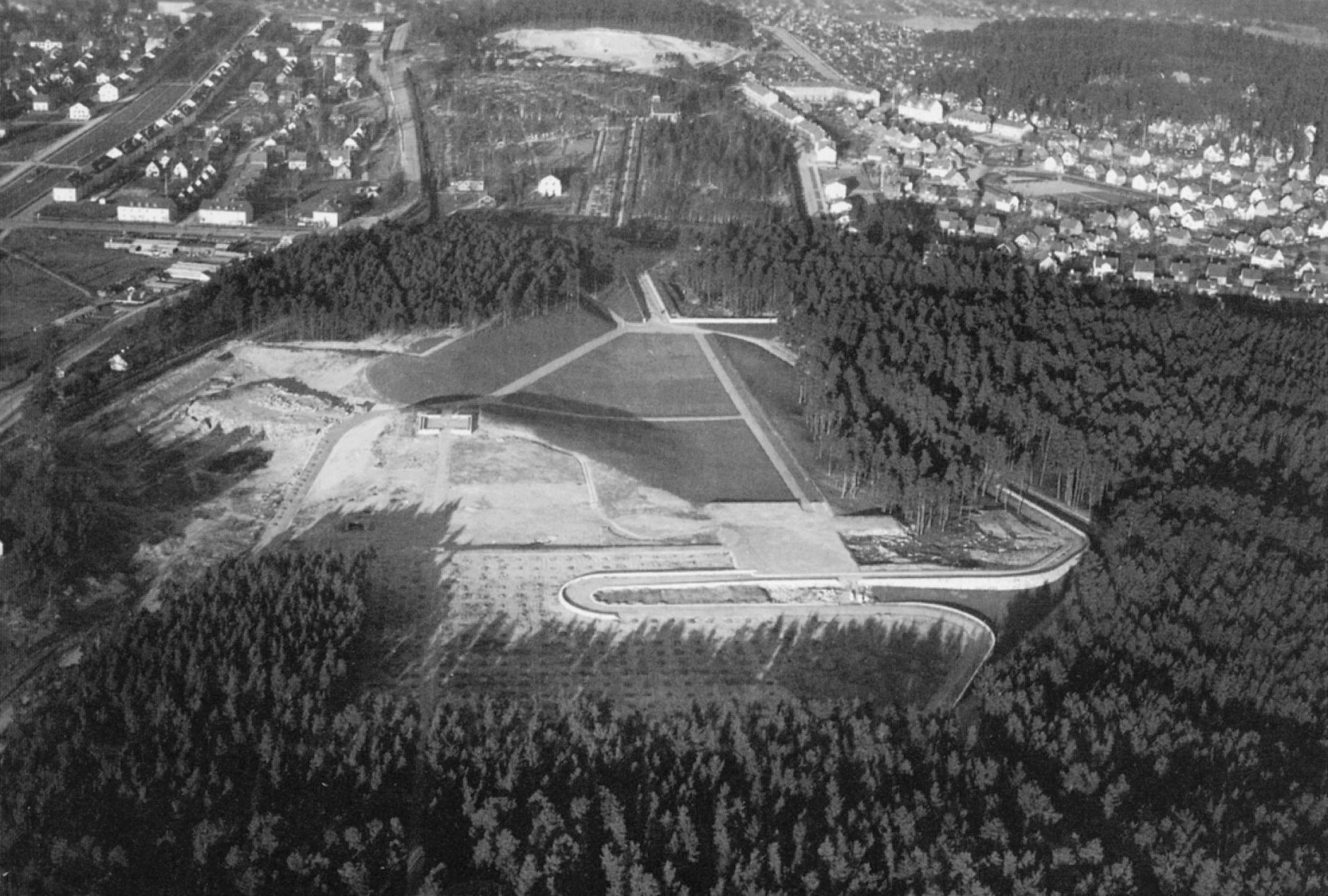
Anläggningsarbeten 1934 (vy mot norr).
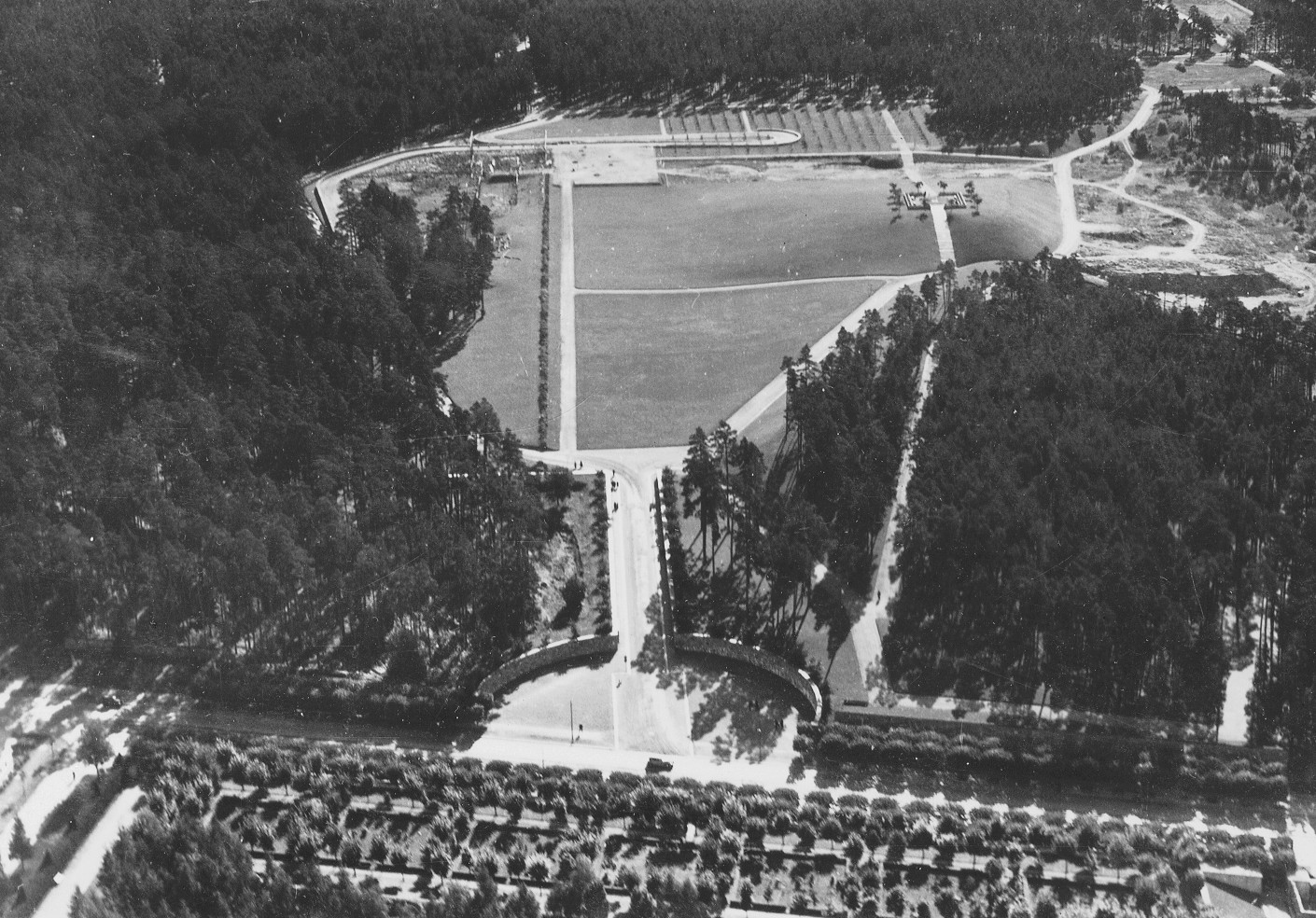
Anläggningsarbeten 1934 (vy mot söder).
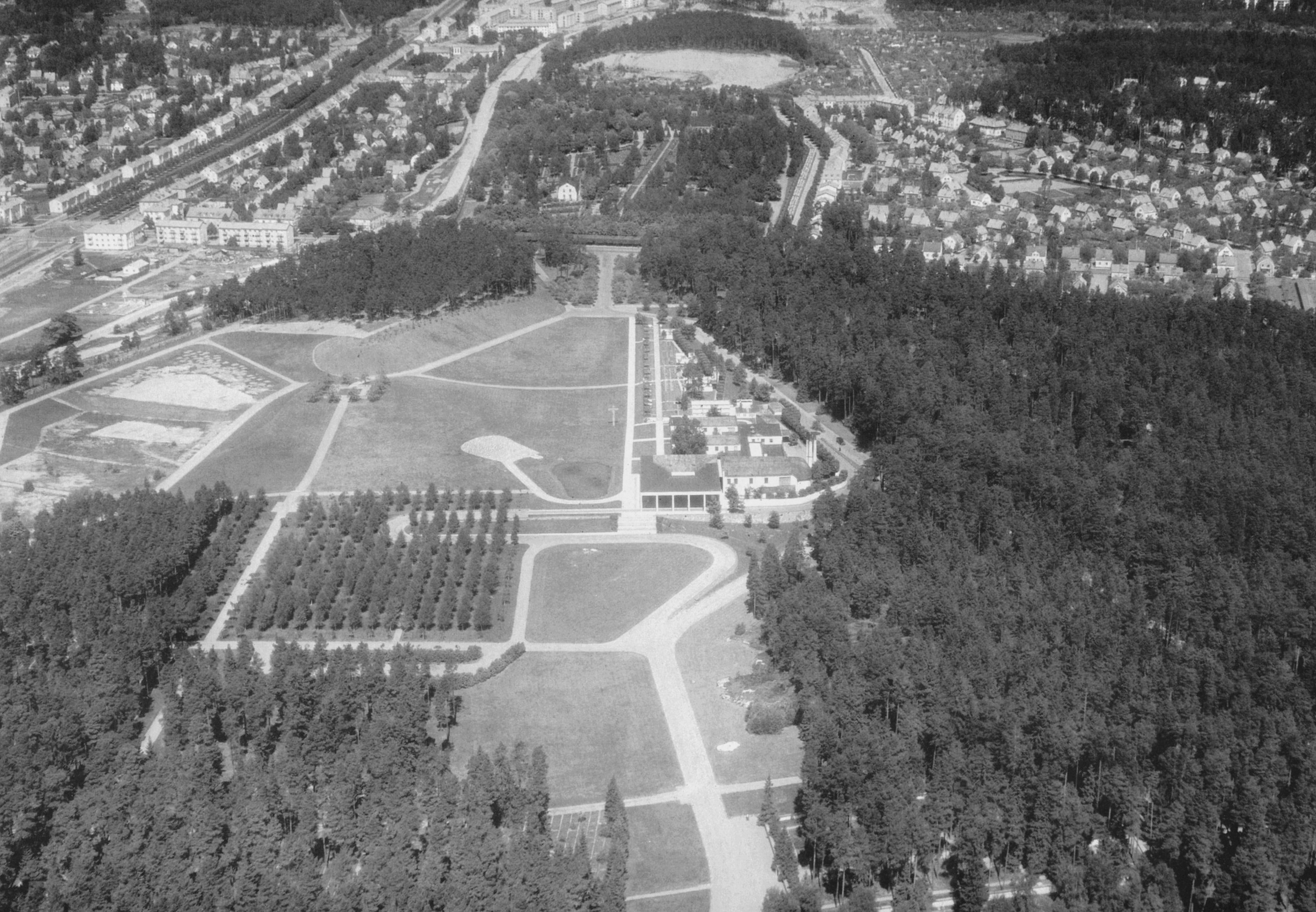
Skogskyrkogården i färdigt skick 1946.

Tävlingen avslutades 1915 och 53 förslag hade lämnats in. Några kom från föregångslandet Tyskland men de flesta var inhemska. Bland tävlingsjuryns medlemmar fanns bland andra arkitekterna Ragnar Östberg och Gustaf Wickman. Första pris gick till förslaget "Tallum" som hade utarbetats av de då 30-åriga svenska arkitekterna Gunnar Asplund och Sigurd Lewerentz. Prissumman blev 3 500 kronor. Deras förslag förordades i princip till utförande. Juryns utlåtande om förstaprisförslaget var bland annat följande: 
| ” | Förslaget nr 25 med motto "Tallum" har tillerkänts första pris på grund av dess hänsynsfulla och förnämliga karaktär. Det i förslaget särskilt karaktäristiska är bibehållandet av områdets i sig själv säreget vackra egenskaper. | „ |

Andra pris tilldelades arkitekterna Karl Samuelsson och Carl Nilsson medan tredje pris gick till Harald Wadsjö och Ester Claesson. Efter flera bearbetningar av Asplunds och Lewerentz förslag, som hade begärts av jurymedlemmen Gustaf Wickman tillsammans med arkitekturprofessorerna Sigurd Curman och Erik Lallerstedt, påbörjades 1917 anläggningsarbetena och 1920 kunde Skogskyrkogårdens första etapp invigas. Viktiga förebilder när begravningsplatsen planerades var de tyska skogskyrkogårdarna Friedhof Ohlsdorf vid Hamburg och Waldfriedhof i München men även Caspar David Friedrichs måleri.
Lewerentz insatser gällde främst själva landskapet, men också huvudentrén och framför allt det klassicistiska Uppståndelsekapellet, uppfört 1925. Asplund ägnade sig i huvudsak åt byggnaderna, där Skogskrematoriet – som uppfördes 1937–1940 – framstår som ett centralt verk i både hans egen och 1930-talets byggnadskonst i stort. Arkitekterna formgav hela komplexet, från landskap till minsta lampa. Skogskyrkogården stod klar 1940 och det färdiga resultatet kan beskrivas som en harmonisk enhet av natur och arkitektur.

## Kulturskydd

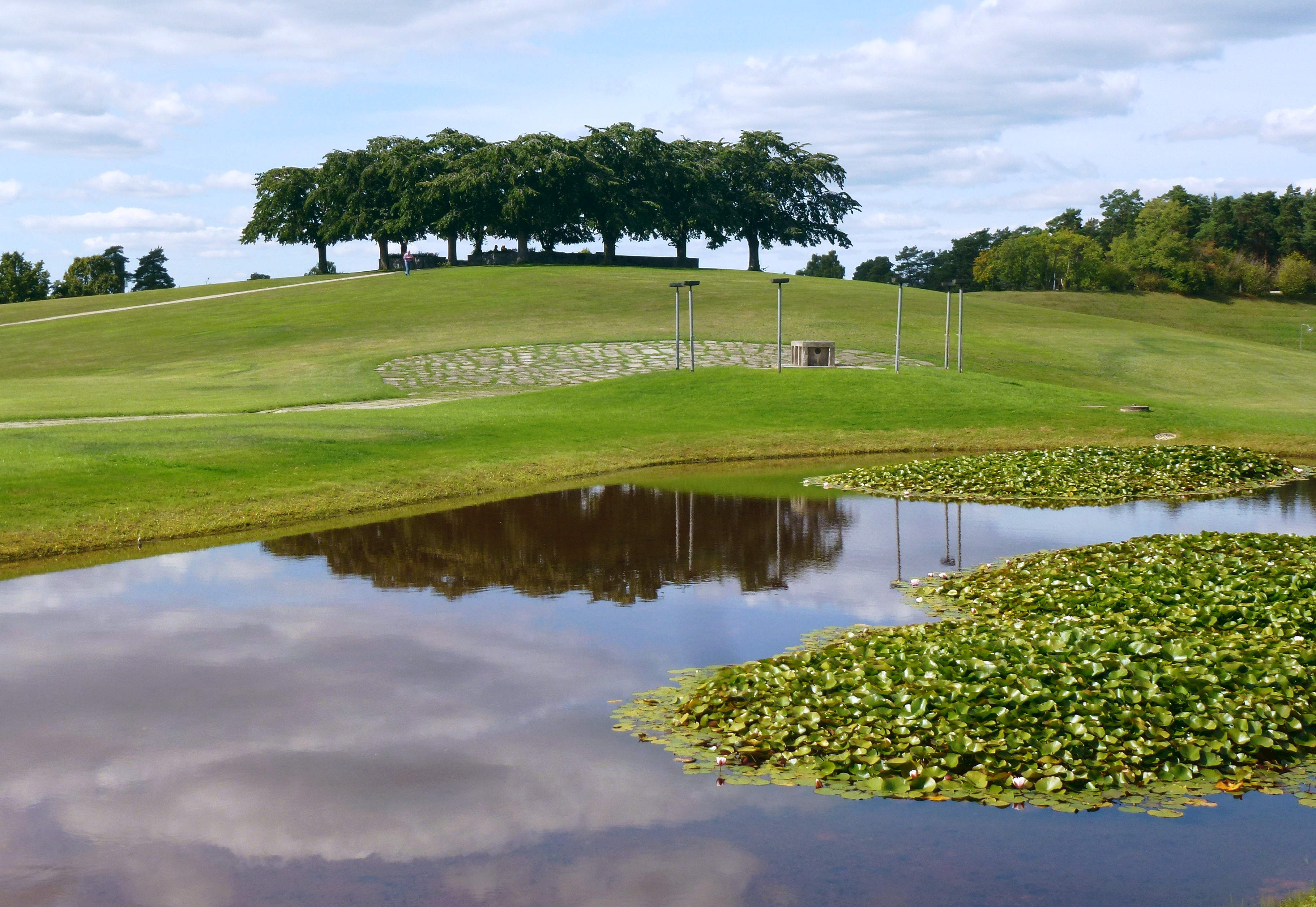
Meditationslundens almar och spegeldammen.

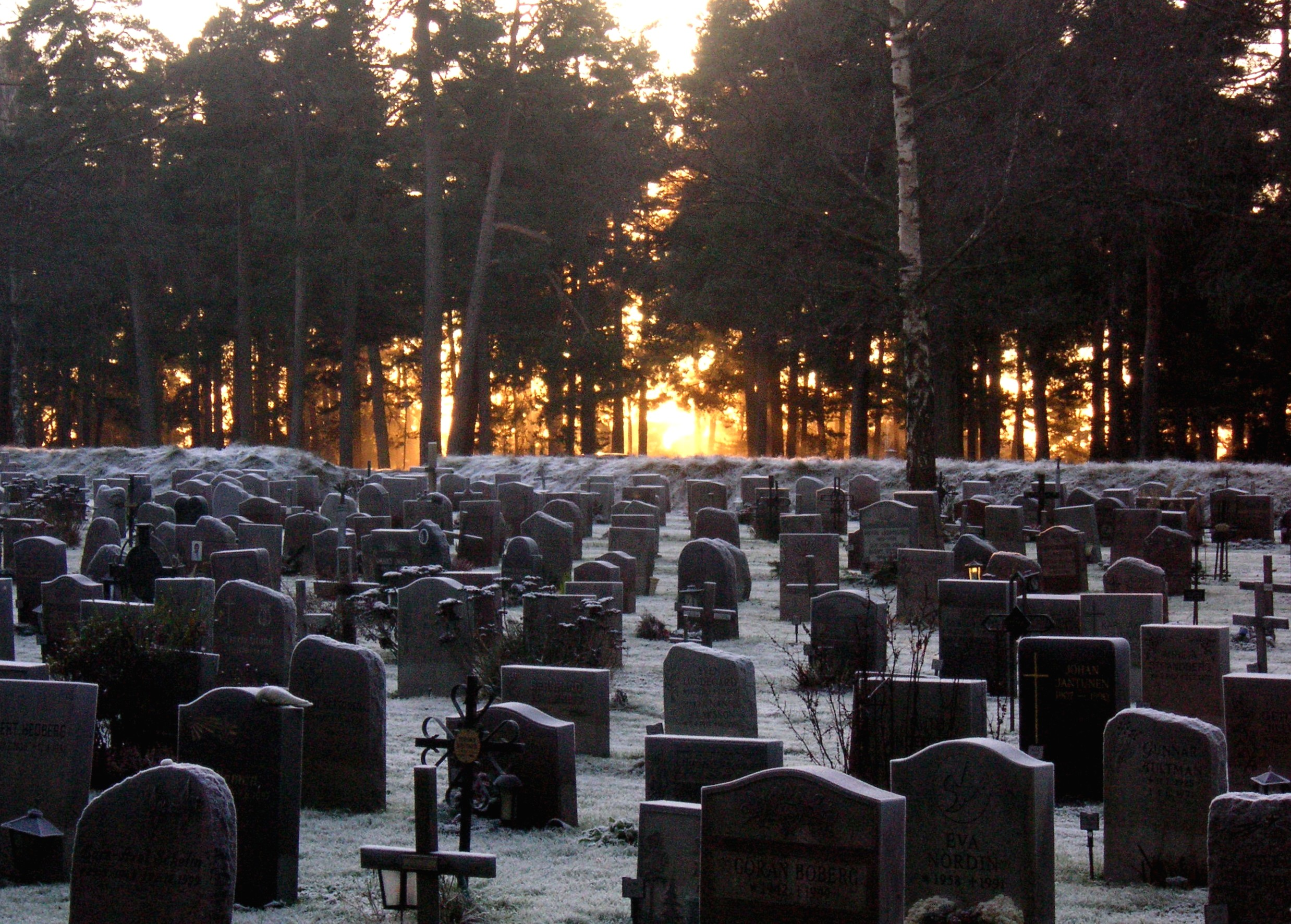
Skogskyrkogårdens södra del 2006.

### Världsarv
Skogskyrkogården upptogs 1994 på Unescos världsarvslista med nummer 558 och som det andra kulturarvet från 1900-talet.
Förslaget från ICOMOS var att sätta upp det på listan utifrån kriterium I och II enligt följande motivering:
Kriterium I:
| ” | Skogskyrkogården är ett enastående framgångsrikt exempel på ett designat kulturlandskap som smälter samman landformen med den naturliga vegetationen och de arkitektoniska verken och ger ett landskap som är fulländat för sitt användningsområde som begravningsplats. | „ |

Kriterium II:
| ” | Asplunds och Lewerentz verk i Skogskyrkogården etablerade en ny form av begravningsplats som på ett grundläggande sätt influerat skapandet av andra begravningsplatser runt om i världen. | „ |

Världsarvskommittén debatterade och ifrågasatte "anläggningens universella värde", kriterium I, men ansåg kriterium IV uppfyllt:
| ” | Skogskyrkogården har sina kvalitéer som ett kulturlandskap från början av 1900-talet och arkitekturell design kopplad till en begravningsplats. | „ |

Med detta som motivation upptog man Skogskyrkogården enligt kriterierna II och IV.

### Riksintresse
Området som helhet förklarades 1987 av Riksantikvarieämbetet som riksintresse för kulturmiljövården. Skogskyrkogården skyddas genom detaljplan och genom Kulturmiljölagens bestämmelser om kyrkliga kulturminnen.

## Byggnader och utsmyckning
Eftersom Skogskyrkogården skapades från 1915- till 1940-talet härstammar dess byggnader från olika konstepoker och konstströmningar inom svensk 1900-talsarkitektur. Det äldsta byggnadsverket är Skogskapellet, ritat 1917–1919 av Gunnar Asplund och invigt 1920. I detta enkla träkapell med spåntak syns fortfarande tidens nationalromantiska drag. Därefter ritade Sigurd Lewerentz Uppståndelsekapellet, som är klart inspirerat av antiken och svensk 1920-talsklassicism. Avslut och kröning bildar Asplunds Skogskrematoriet med Trons, Hoppets och Heliga Korsets kapell samt den imponerade Monumenthallen. Gestaltningen är stram med enkel elegans och uppvisar i sin avskalade arkitektur modernistiska drag. För den konstnärliga utsmyckningen hade arkitekterna till sin hjälp: Sven Erixson, Bror Hjorth, Ivar Johnsson, John Lundqvist och Otte Sköld.

Exteriörbilder
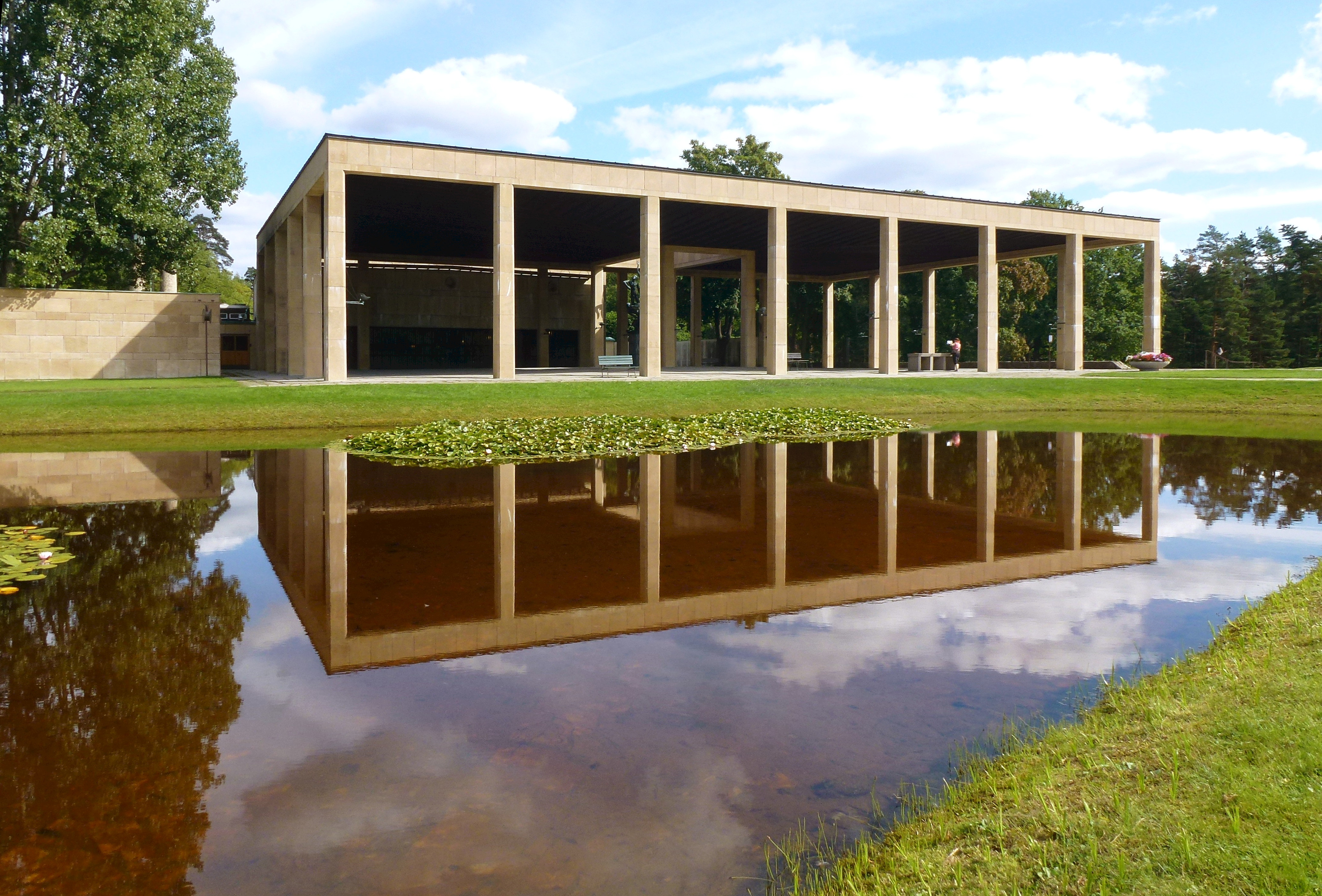
Monumenthallen
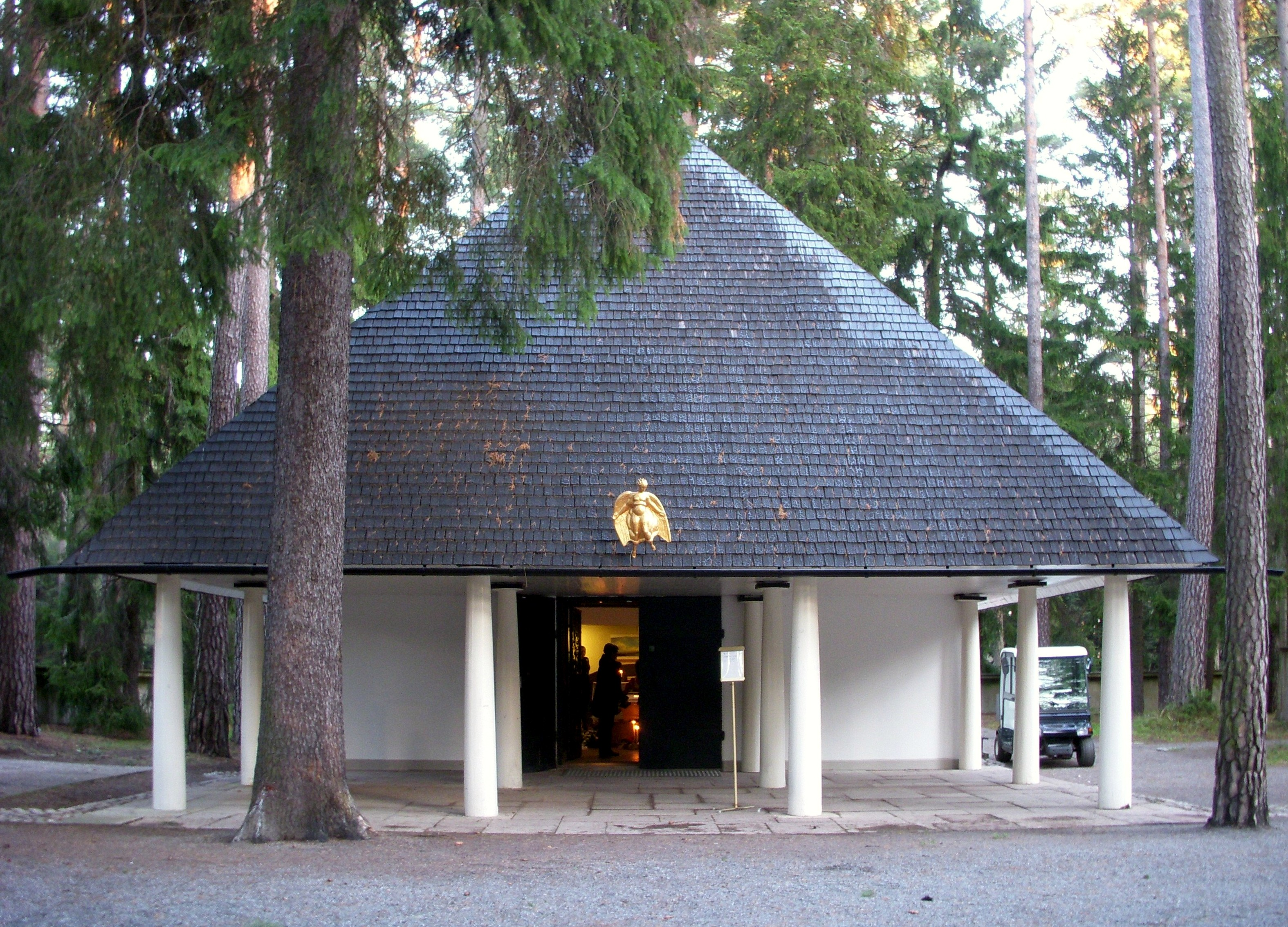
Skogskapellet
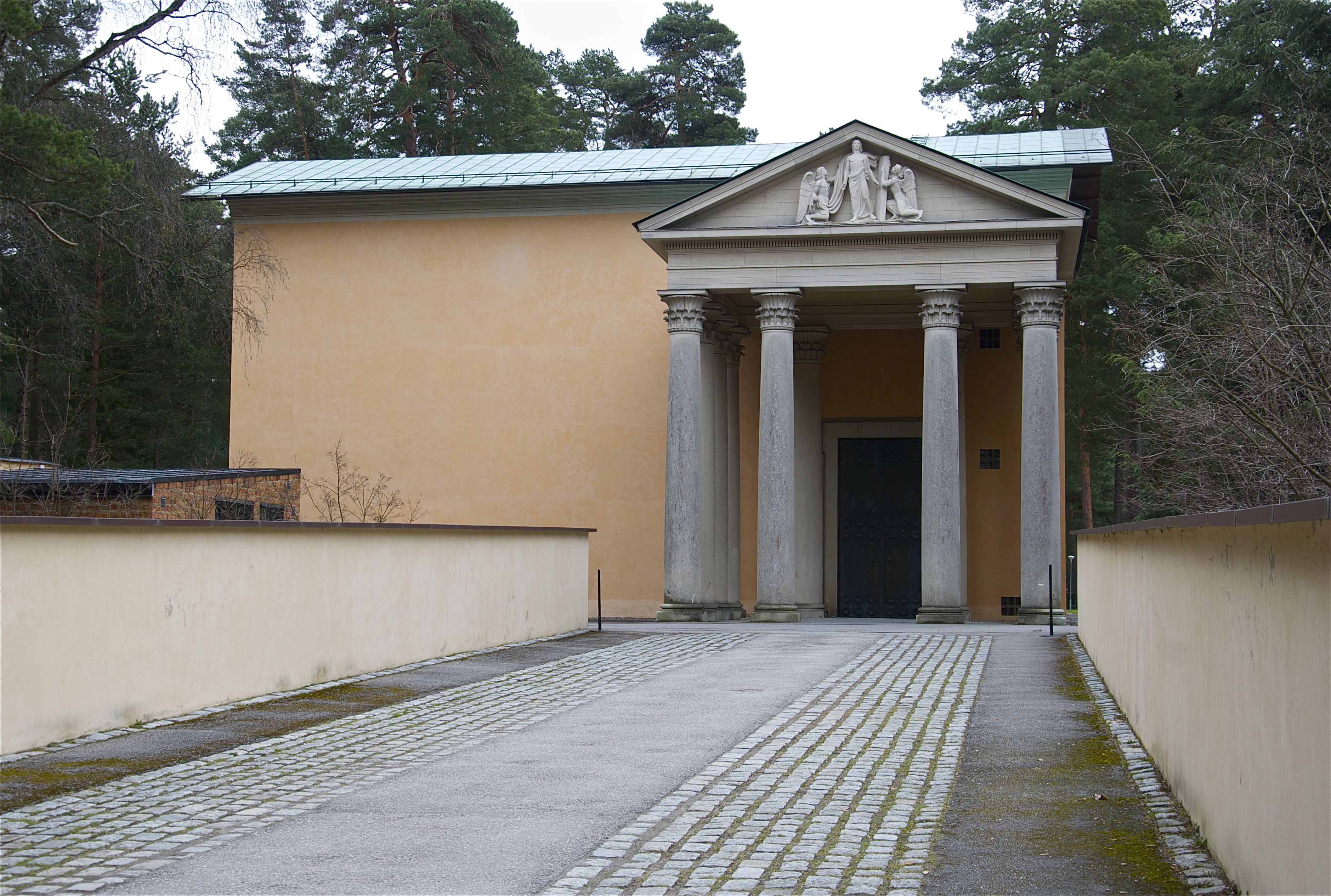
Uppståndelsekapellet
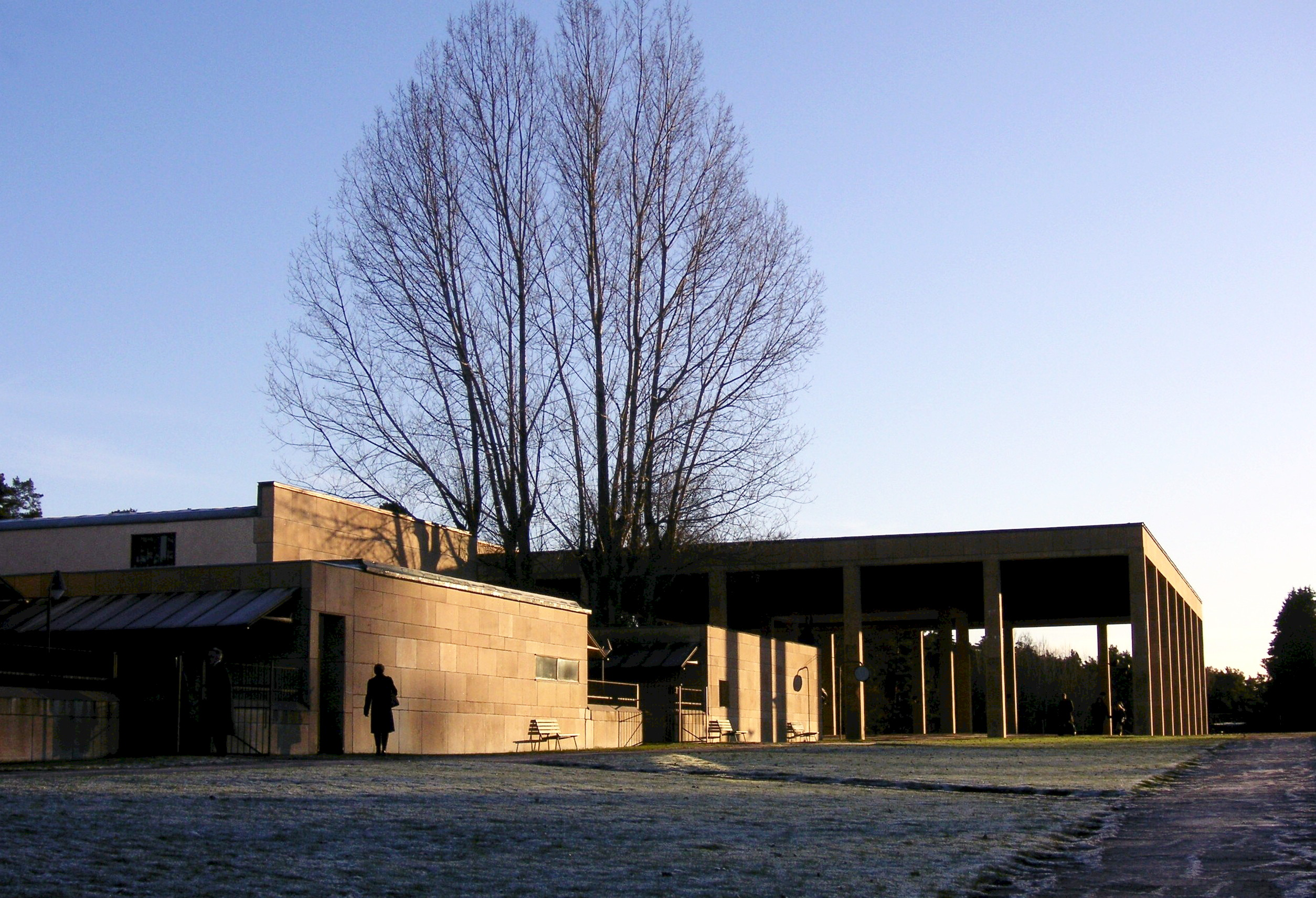
Heliga korsets kapell

Interiörbilder
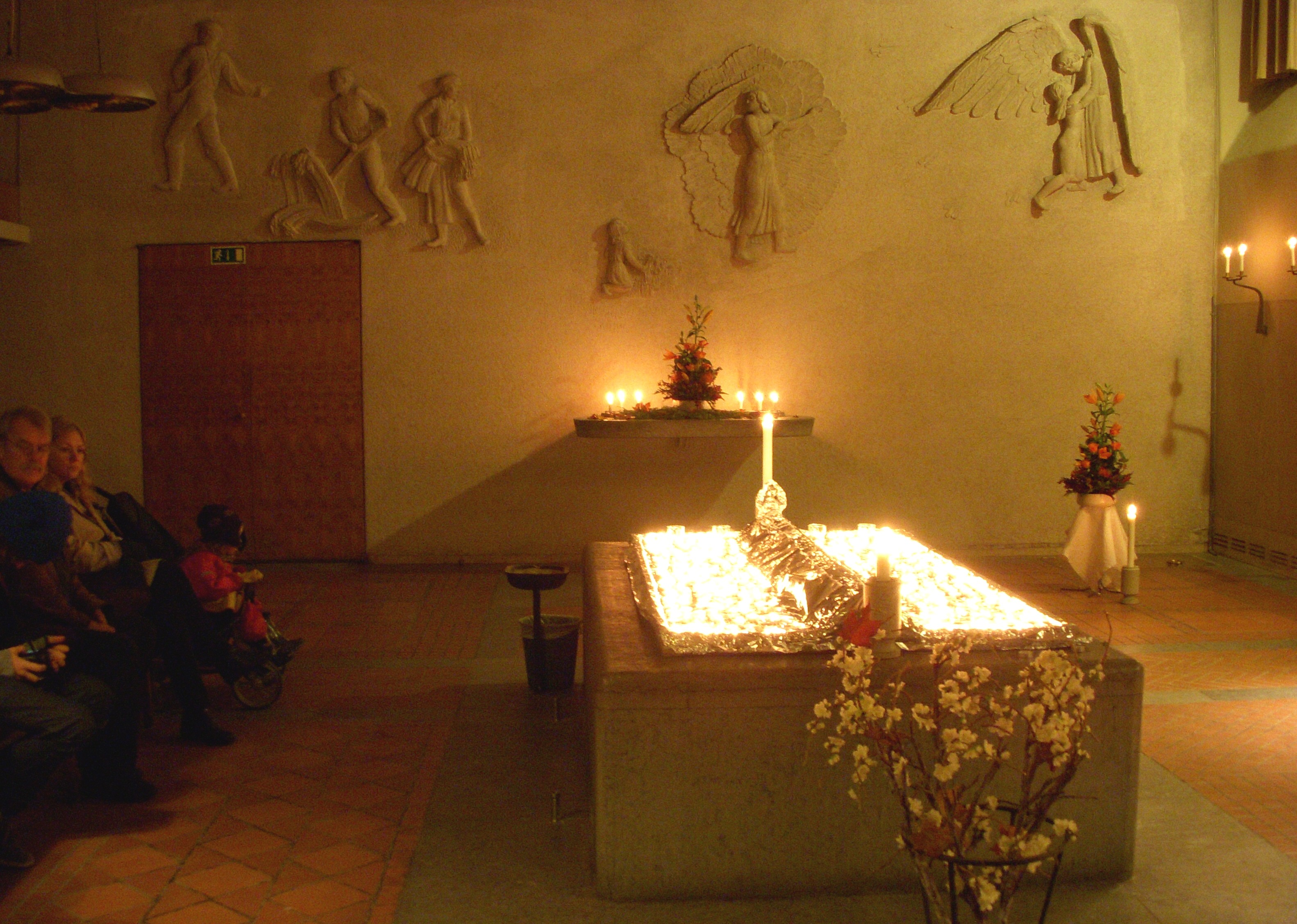
Trons kapell
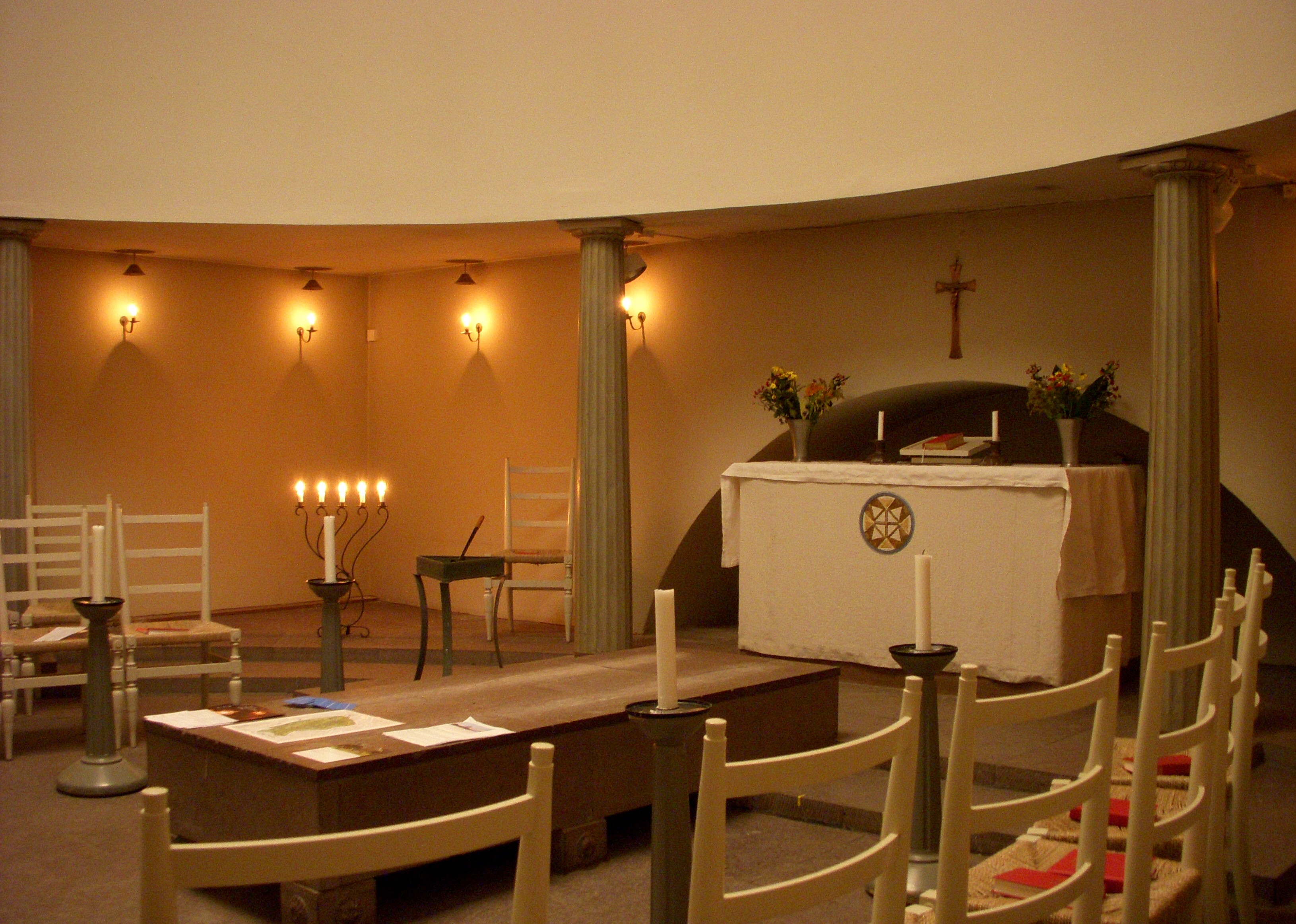
Skogskapellet
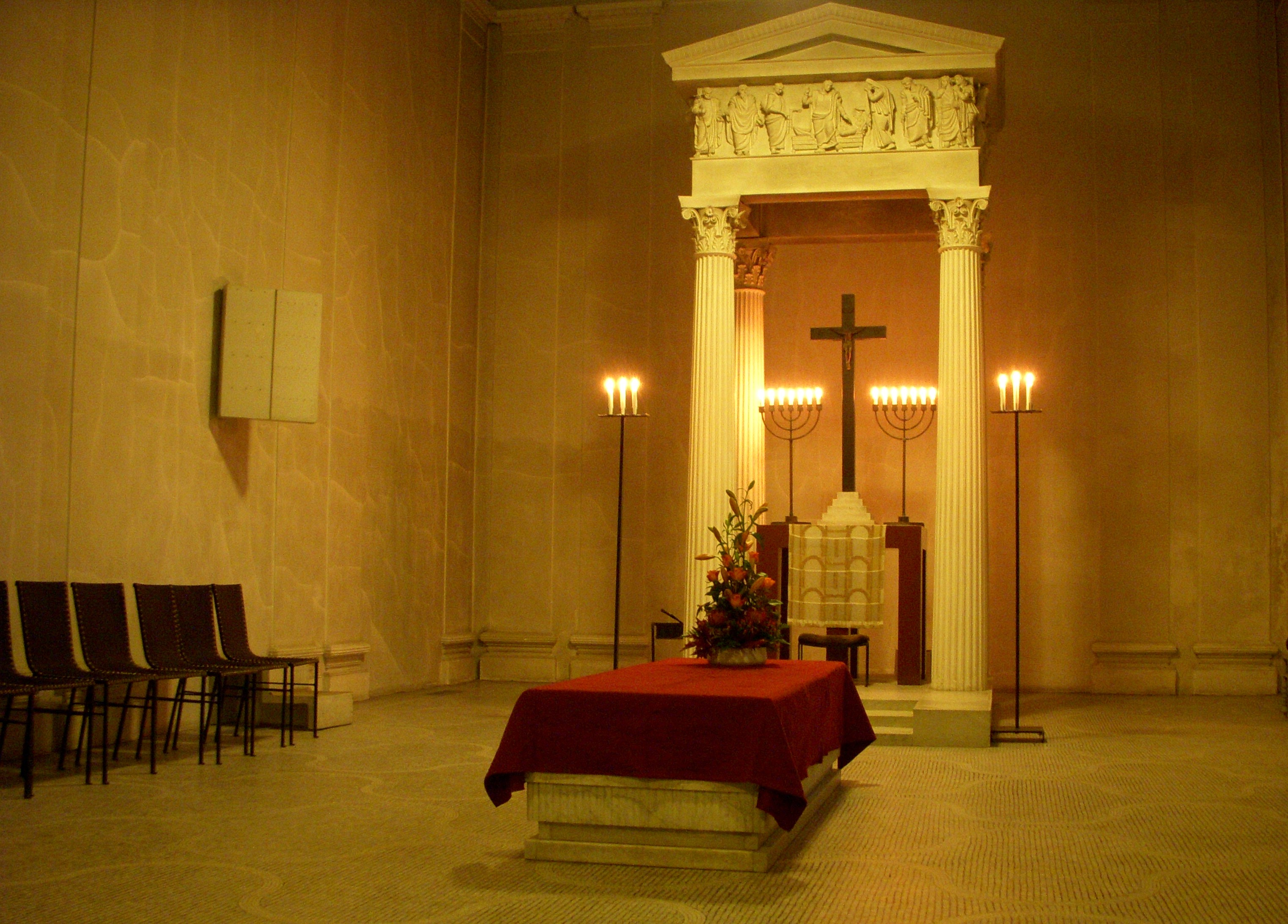
Uppståndelsekapellet
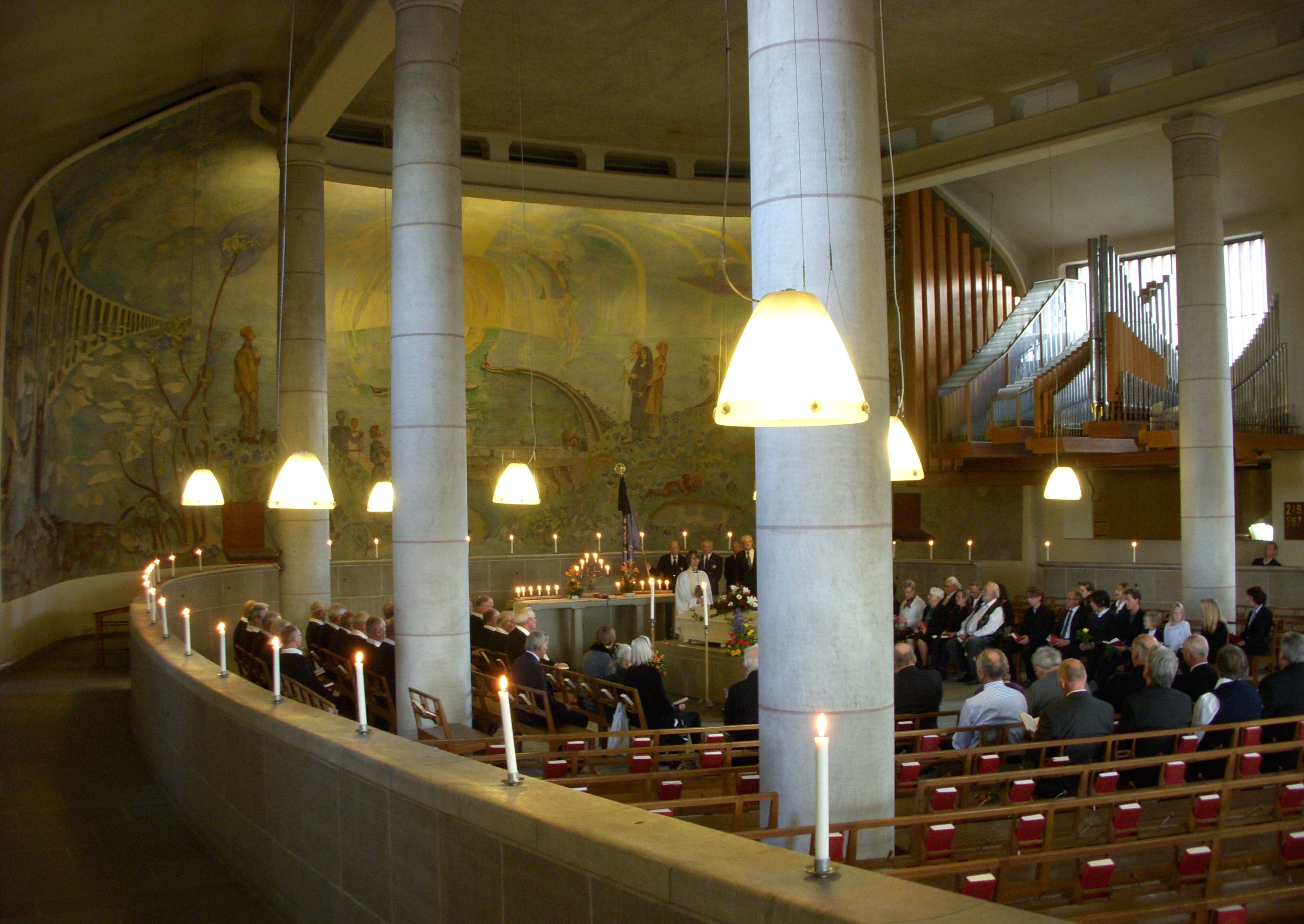
Heliga Korsets kapell

### Skogskapellet
Huvudartikel: Skogskapellet

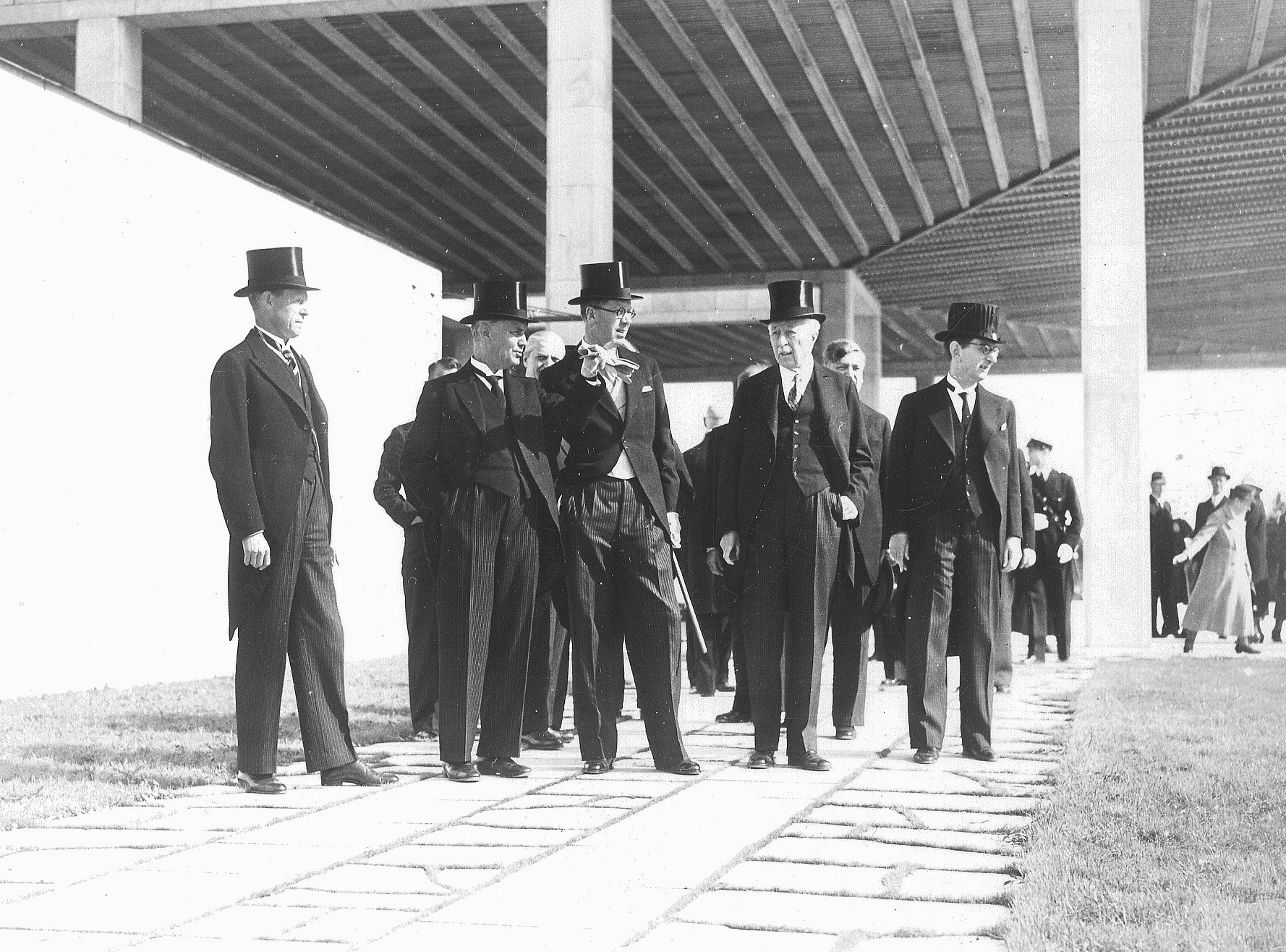
Invigningen av Skogskrematoriet 1940. Från vänster: Torsten Nothin, Gunnar Asplund, kronprins Gustaf Adolf, prins Eugén och Yngve Larsson.

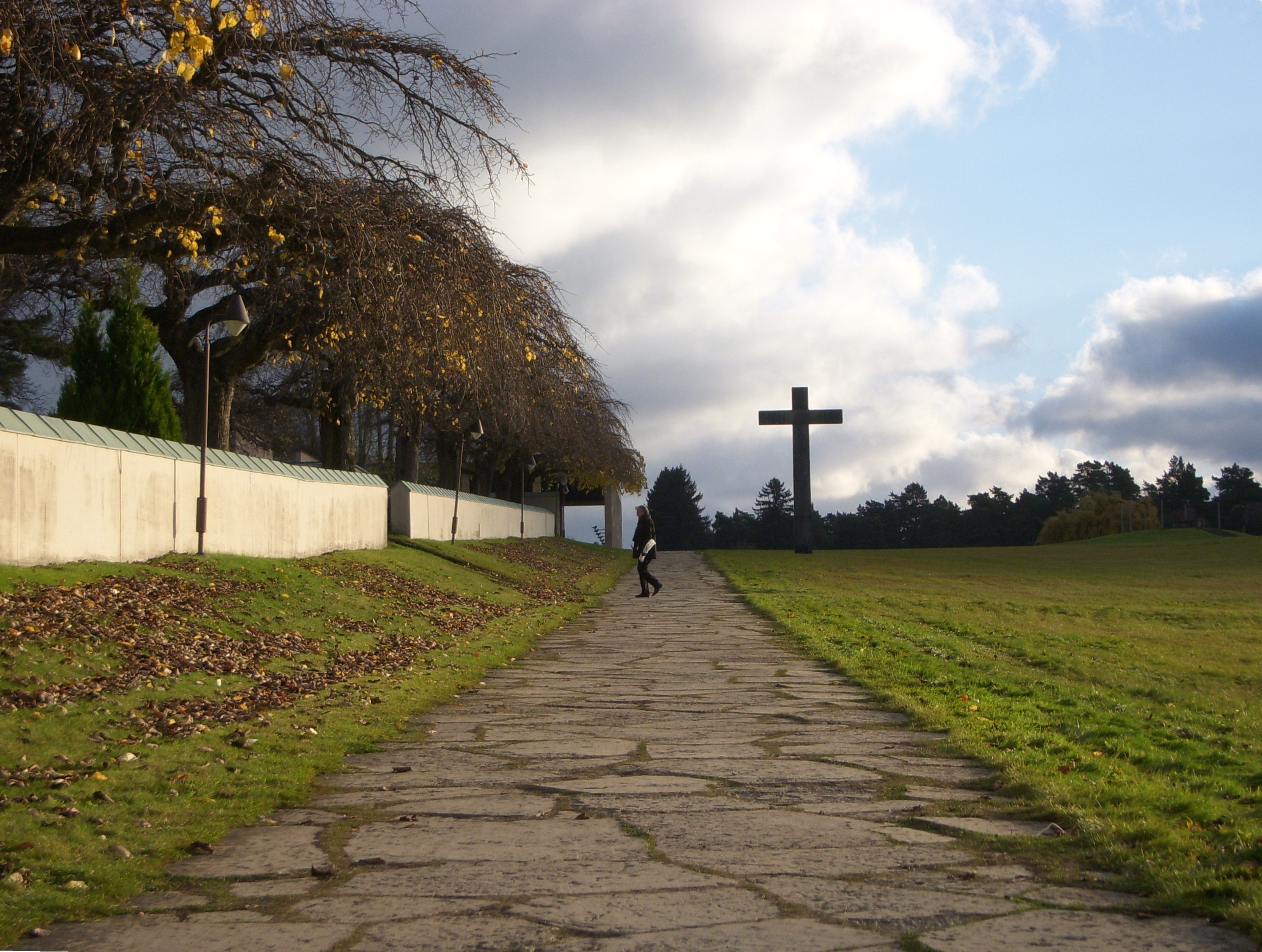
Korsets väg

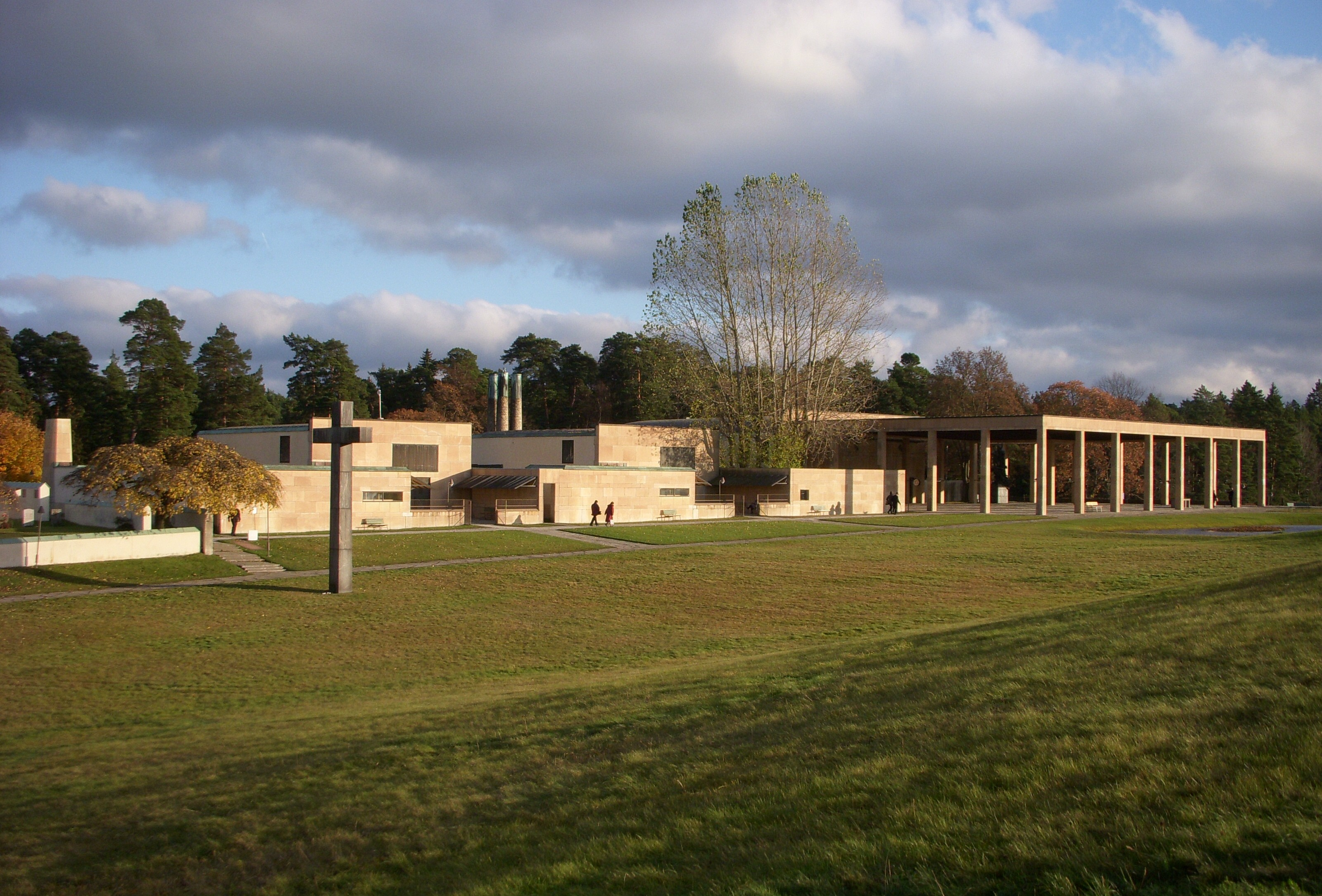
Skogskrematoriet.

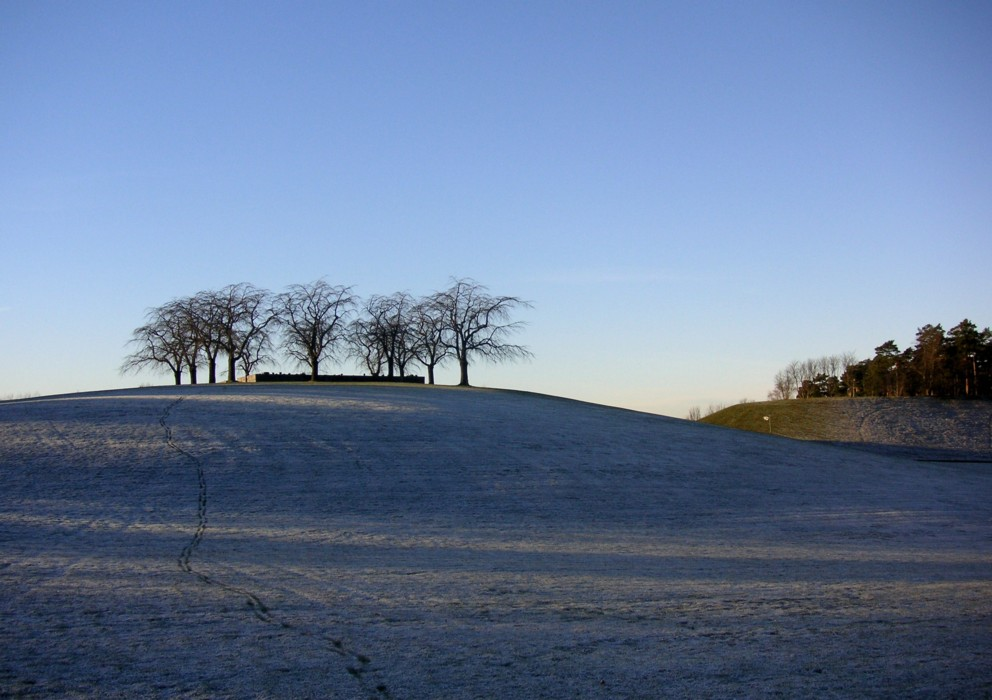
Almhöjden.

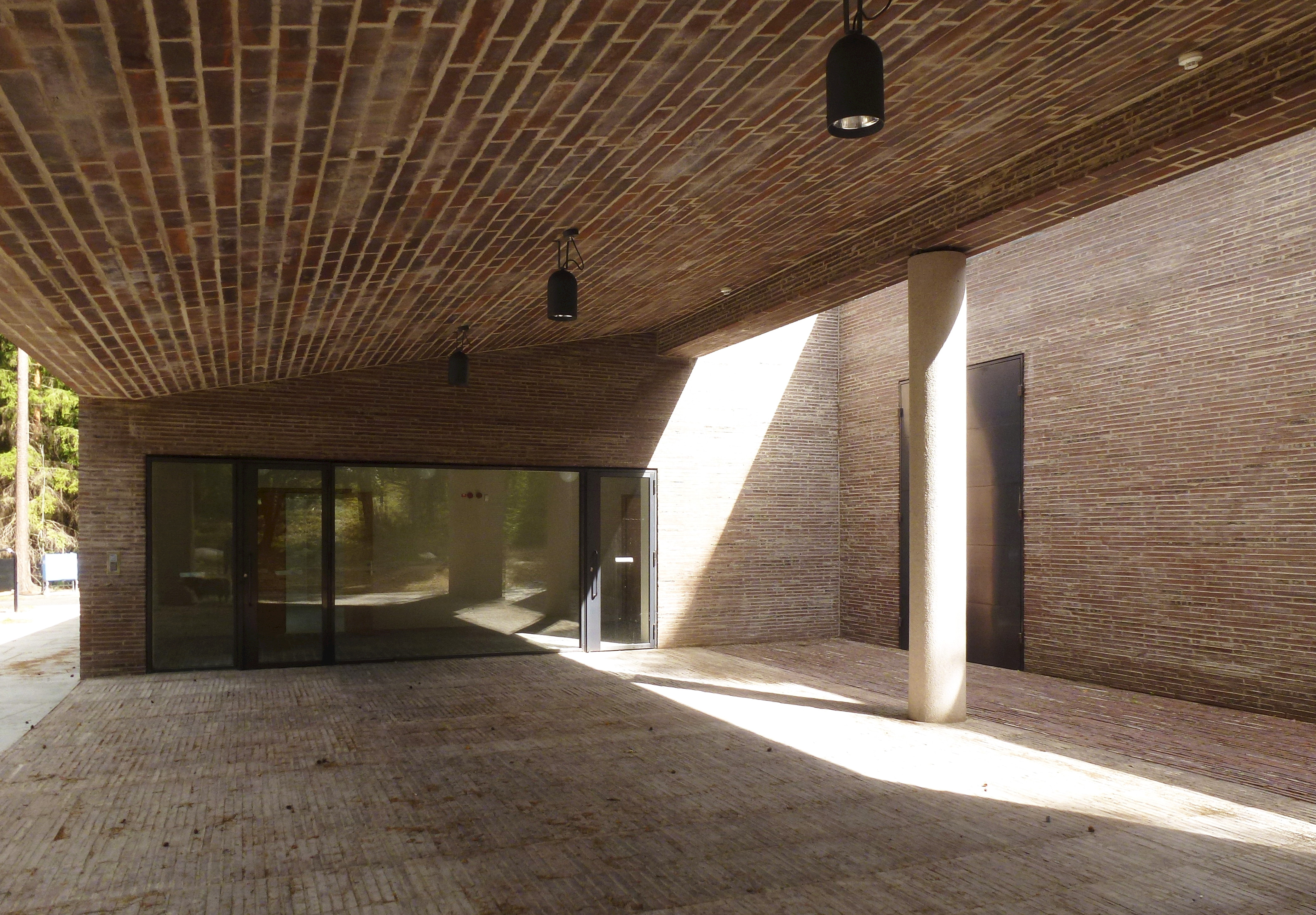
Skogskrematoriet II.

Skogskapellet, som var kyrkogårdens första kapell, ritades av Asplund och uppfördes 1919–1920. Skogskapellet är utsmyckat med Carl Milles Dödsängeln och en altartavla av Peter Frie.

### Uppståndelsekapellet
Huvudartikel: Uppståndelsekapellet
Då Skogskapellet snart befanns för litet beviljade staden anslag till ännu ett kapell beläget i begravningsplatsens södra del. Kapellet som stod färdigt 1925 ritades av Lewerentz och fick namnet Uppståndelsekapellet. Kapellet har fått sitt namn av en skulpturgrupp i portikens gavelfält skapad av Ivar Johnsson. 
Kapellet ligger i slutet av Sju brunnars väg
och är byggt av tegel och betong med putsade fasadytor som går ända ned mot marken. Förhallens tak bärs upp av tolv kolonner.

### Skogskrematoriet med tre kapell och monumenthallen
År 1935 fick Gunnar Asplund av kyrkogårdsnämnden i uppdrag att utarbeta ett förslag till ett krematorium med tillhörande kapell. Hans förslag omfattade tre separata kapell med ett gemensamt krematorium och en förhall för Uppståndelsemonumentet. Kapellen fick namnen Trons, Hoppets och Heliga korsets kapell och byggdes 1937–1940. Gunnar Asplund har i väntrummet till Heliga korsets kapell infört formen av ett utropstecken i takets design vilket lär markera en arkitekts sista stora verk. Han dog 1940 och kremerades här som en av de första och är begraven i grav nummer 1B precis utanför Trons kapell invid borgarrådet Yngve Larssons grav. Ett enkelt epitafium bär inskriptionen: "Hans verk lever".

### Granitkorset
Det mäktiga granitkorset på grässluttningen framför kapellen är ritat av Asplund och tillkom efter en anonym donation på 10 000 kronor. Asplund, som själv var agnostiker, hade varit tveksam till korset som symbol. Hellre hade han sett en obelisk eller pylon. Korset kom dit som en följd av donationen.

### Tallumpaviljongen
Huvudartikel: Tallumpaviljongen
1922–1923 uppfördes efter Asplunds ritningar en personal- och servicebyggnad som benämndes ekonomigården. Denna renoverades 1998, för att under namnet Visitors Center bland annat användas som centrum för information om Skogskyrkogården och övriga av Unesco utsedda världsarv. Tallumpaviljongen, som ligger på Skogskyrkogårdens södra del, har en permanent utställning om anläggningen och de båda arkitekterna.

### Stenmuren
Muren som omger Skogskyrkogården ritades av Sigurd Lewerentz och är till större delen uppförd som nödhjälpsarbete 1923–1932, under den svåra arbetslösheten. Den var cirka 3 600 meter lång och har senare utökats med cirka 400 meter för att idag vara 4 000 meter. Som jämförelse kan nämnas att muren runt Vatikanstaten är 3 200 m eller att Visby ringmur är 3 440 meter. Materialet till muren är i huvudsak hämtat från bergspartier inom begravningsplatsen.

### Almhöjden
Almhöjden är den almbevuxna kullen väster om Hoppets kapell och Monumenthallen, platsen kallas även "Meditationslunden". Kullen gestaltades av Sigurd Lewerentz och understryker landskapets mjuka, klassiska karaktär. Här finns klara likheter med en målning av Caspar David Friedrich (1774–1840) "Kulle och åker nära Dresden" från omkring 1824 och att Caspar David Friedrichs landskapsmåleri har påverkat Asplund och Lewerentz är tämligen säkert.[källa behövs]

### Minneslunden
Skogskyrkogårdens minneslund, som började tas i anspråk 1961 och ligger på en kulle till höger om huvudentrén, fick sin grundläggande utformning av Lewerentz. Lewerentz arbete kom igång först efter Asplunds död. Minneslunden är belägen i kyrkogårdens nordliga del. Efterhand kompletterades minneslunden med en smyckningsplats uppe på höjden utformad av Göran Bergquist och av Jan Wahlman som utformade en vattentrappa för snittblommor vid de två ursprungliga smyckningsplatserna.

### Nytt krematorium (2014)
Den 26 oktober 2009 presenterade Stockholms stads kyrkogårdsnämnd en arkitekttävling med fem olika förslag på ett nytt krematorium inom Skogskyrkogården, som kan "ingå i den byggnadstradition som över tiden formades av Gunnar Asplund och Sigurd Lewerentz". Det befintliga Skogskrematoriet har tjänat ut då det inte längre klarar miljö- eller arbetsmiljömässiga krav. Att bygga ett nytt krematorium i nära anslutning till nuvarande Skogskrematoriet har bedömts i samråd med antikvariska myndigheter och anses vara den bästa lösningen. Det nuvarande krematoriet kommer att användas vid begravningsceremonier precis som tidigare.
I tävlingen deltog fem arkitektkontor respektive landskapsarkitekter. Det vinnande bidraget presenterades fredagen den 18 december 2009 av borgarrådet Joakim Larsson tillsammans med tävlingsjuryns ordförande, dåvarande stadsarkitekt Per Kallstenius. Förstapris gick till Johan Celsing arkitektkontor tillsammans med schweiziska Müller Illien Landschaftsarchitekten. Deras tävlingsbidrag hade mottot "En sten i skogen". Motiveringen var att "...förslaget bäst förstår Skogskyrkogårdens helhet och som mest lyhört lyssnar till platsen. Projektet lägger ytterligare en karaktärsfull del till Skogskyrkogårdens helhetsupplevelse. "En Sten i skogen" skapar en vandring i såväl ett inre som yttre landskap." Stockholms stad avsatte 129 miljoner kronor till det nya krematoriet.

## Gravkvarteren
| Gravvårdarna vid Trons kapell för Elin och Yngve Larsson respektive Gunnar Asplund. |  | Gravvårdarna vid Trons kapell för Elin och Yngve Larsson respektive Gunnar Asplund. |
| Gravvårdarna vid Trons kapell för Elin och Yngve Larsson respektive Gunnar Asplund. |  |                                                                                     |

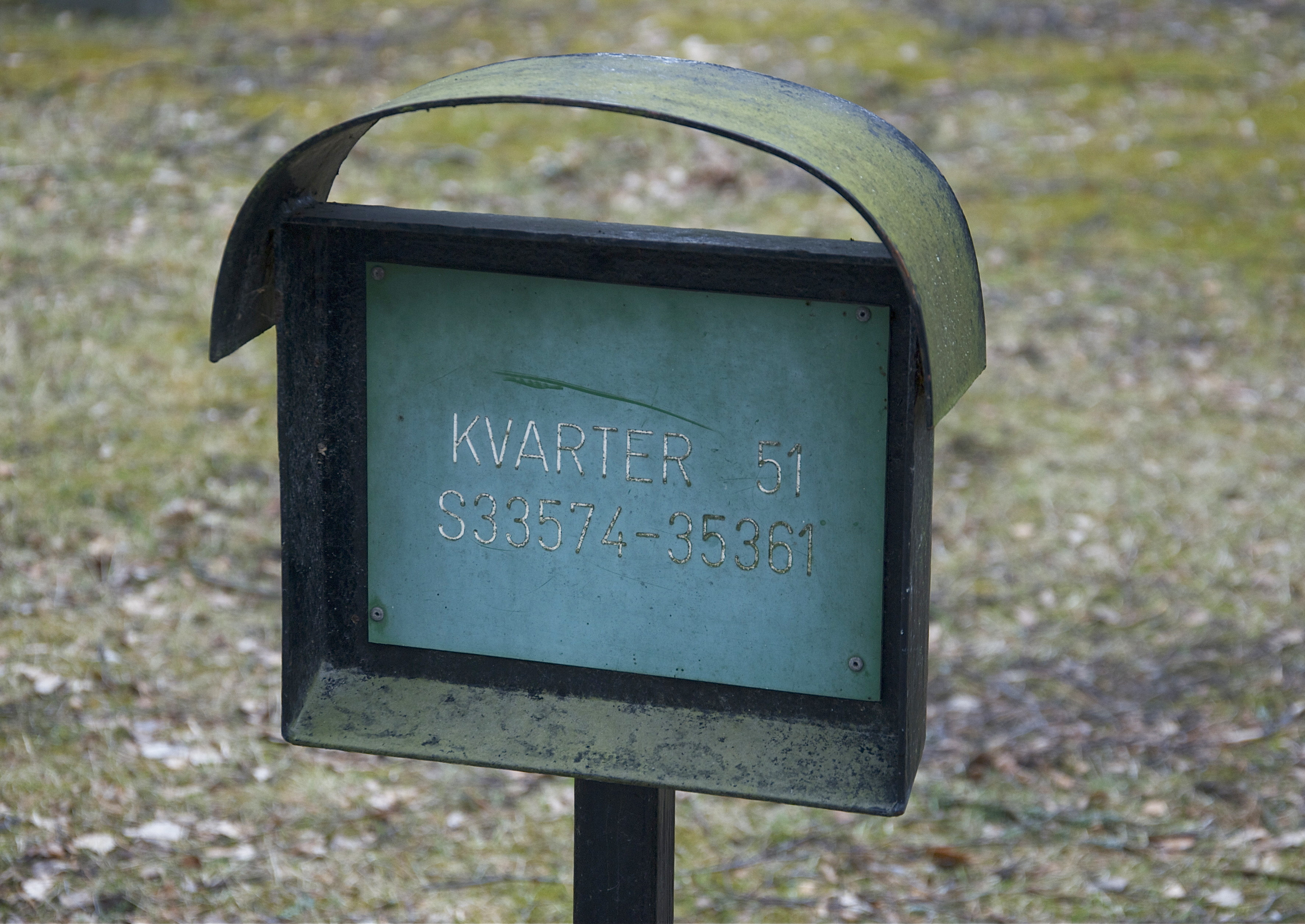
En av de enhetligt utformade skyltarna som visar gravkvarteren och vägarna i området.

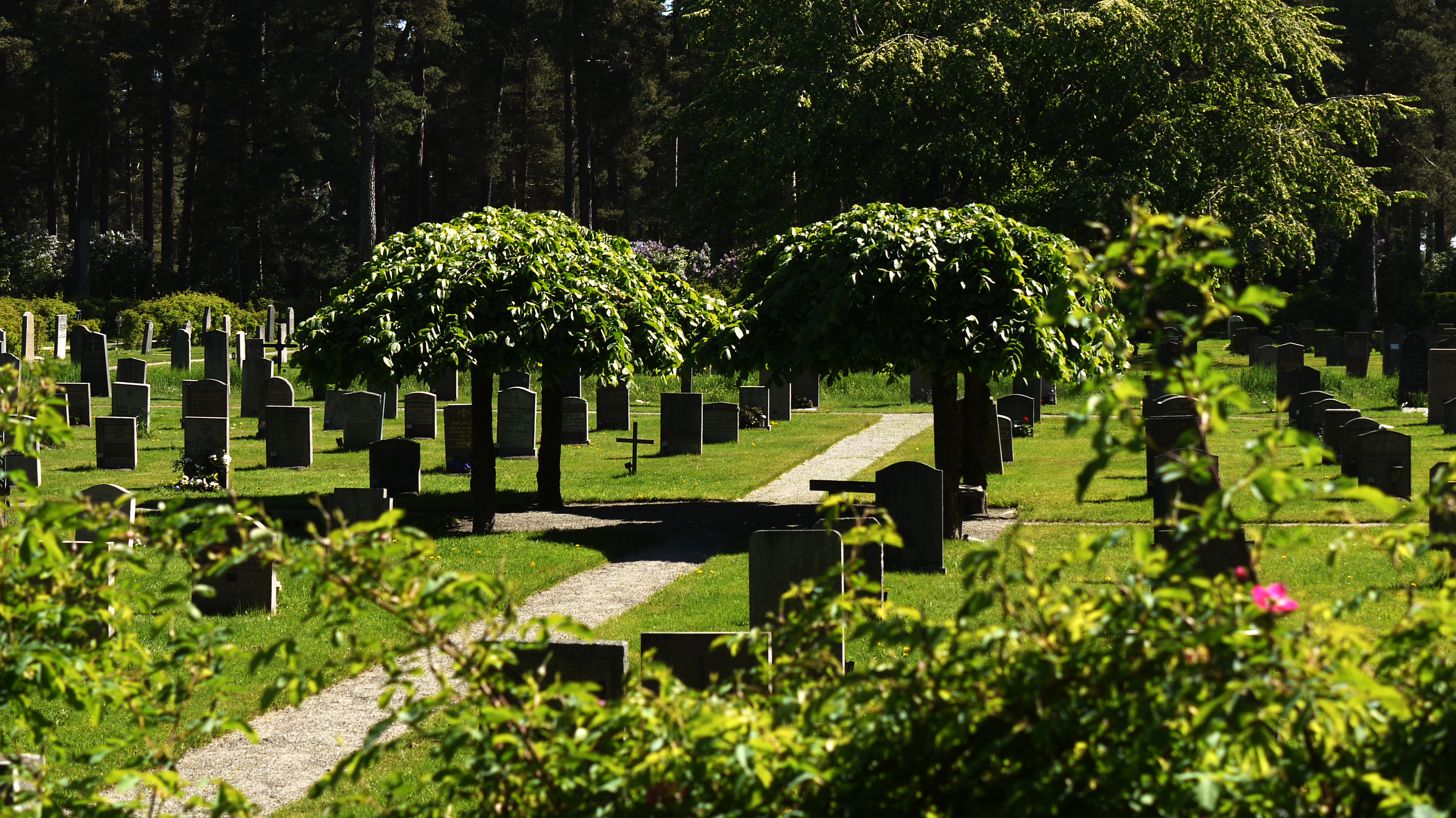
Äldre gravkvarter, 19K

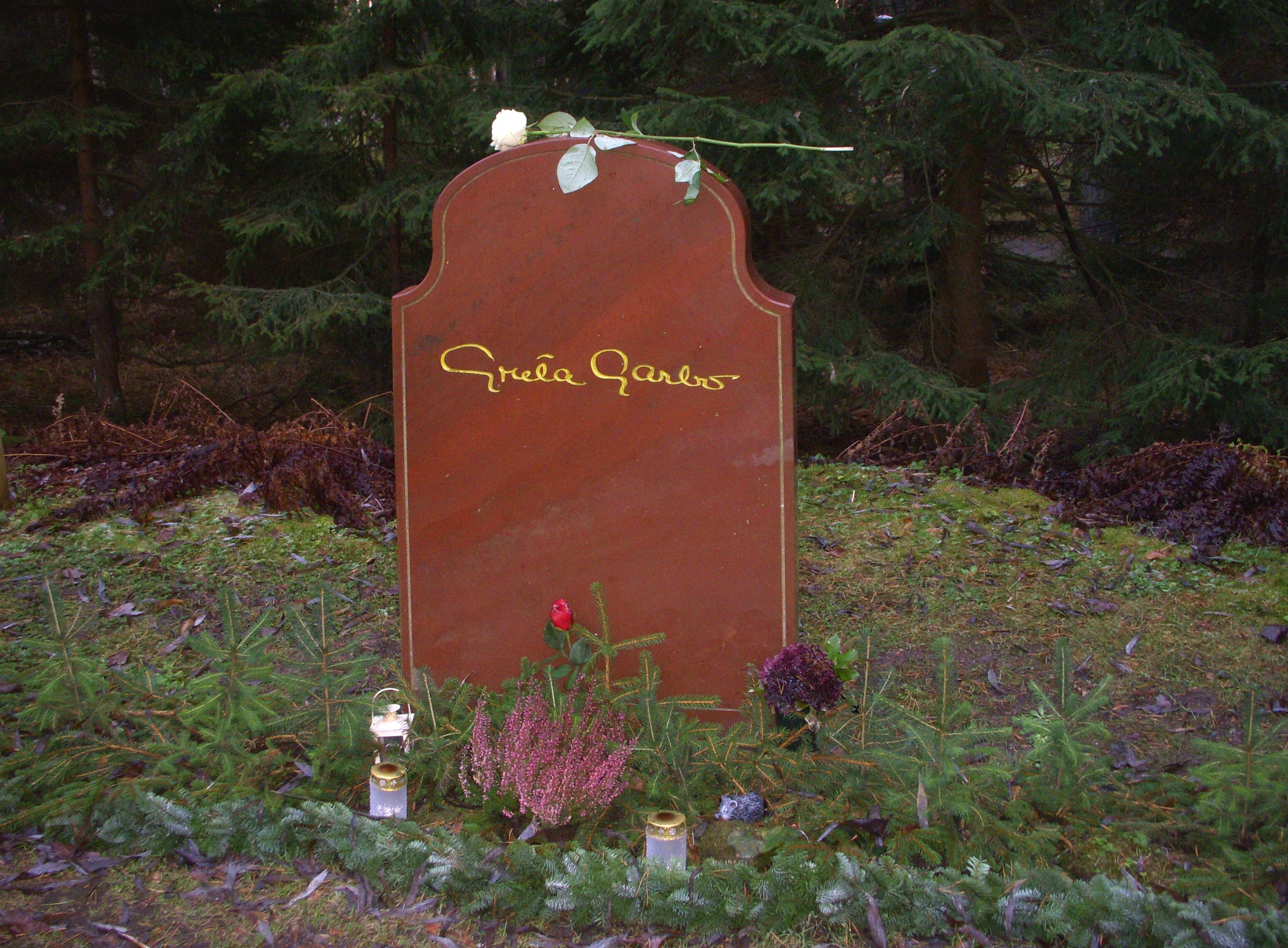
Greta Garbos gravsten.

En bärande idé i Tallumförslaget var markeringen av en rituell följd från mörker till ljus. Kremering kom till Sverige i slutet av 1800-talet och kom så småningom att accepteras av kyrkan och av folket. Den då framväxande reformrörelsen som också innebar en begravning med mindre kyrkligt inslag och mer humanistisk prägel fördes fram av Eldbegängelserörelsen.
Kyrkogården följer terrängen och begravningskvarteren skiljer sig åt i utseende och höjdnivå. Vägar och stigar genomkorsar området. För att underlätta besök vid gravarna tillåts biltrafik på de större vägarna. På helgerna trafikeras kyrkogården av allmänna bussar.
Asplunds och Lewerentz tanke var att gravplatserna skulle markeras med enkla träkors, som så småningom skulle brytas ner. Dessa planer genomfördes dock inte. För de olika kvarteren fastställdes bestämmelser om höjd etc på gravvårdar och Asplund och Lewerentz anlitades för att granska förslagen till gravvårdar.
Genom kremeringen ges möjlighet till tätare placering av gravplatserna och man kan se skillnad mellan äldre och nyare kvarter. Nya kvarter domineras av ”tröstlösa rader av i det närmaste identiska gravstenar”
Skogen har nu nått den ålder som visades i arkitekternas förslag. En utglesning av tallbeståndet har skett under åren och någon återplantering kan inte göras på den gräsmark som nyläggs. Tallbeståndets framtid är osäker. Utbyte av den äldre björkskogen i närheten av Monumenthallen och Sju brunnars väg, som nått hög ålder, har påbörjats genom återplantering av yngre träd.
Några kvarter har särskilda gravteman såsom de som tillhör den ortodoxa kyrkan eller till den estniska flyktinggruppen.

### Kända personer begravda på Skogskyrkogården
- Harald André (1879–1975), chefredaktör, regissör och operachef
- Gunnar Asplund (1885–1940), arkitekt (en av skaparna av skogskyrkogården)
- Birgit Cullberg (1908–1999), koreograf
- Eva Dahlbeck (1920–2008), skådespelare
- Eric Ericson (1918–2013), kördirigent
- Håkan Ersgård (1934–1998), regissör
- Gertrud Fridh (1921–1984), skådespelare
- Greta Garbo (1905–1990), skådespelare
- Mona Geijer-Falkner (1887–1973), skådespelare
- Lars Gullin (1928–1976), orkesterledare och jazzmusiker
- Gunnar Heckscher (1909–1987), statsvetare, politiker, partiledare, diplomat
- Gustav Hedenvind-Eriksson (1880–1967), författare
- Olle Hellbom (1925–1982), regissör
- Jan Johansson (1931–1968), jazzmusiker
- Eyvind Johnson (1900–1976), författare, nobelpristagare, ledamot av Svenska Akademien
- Yngve Larsson (1881–1977), borgarråd
- Pelle Lindbergh (1959–1985), ishockeymålvakt
- Ivar Lo-Johansson (1901–1990), författare
- Sune Mangs (1932–1994), skådespelare, revyartist
- Kenny Olsson (1977–2007), speedwayförare
- Torsten Ralf (1901–1954), dramatisk tenor
- Henri Sert (1939-1964), Konstnär
- Lennart "Nacka" Skoglund (1929–1975), fotbollsspelare
- Stieg Trenter (1914–1967), författare
- Gunnar Wiklund (1935–1989), sångare
- Sonja Åkesson (1926–1977), poet
- Brasse Brännström (1945–2014), skådespelare, komiker, manusförfattare

## Referenser

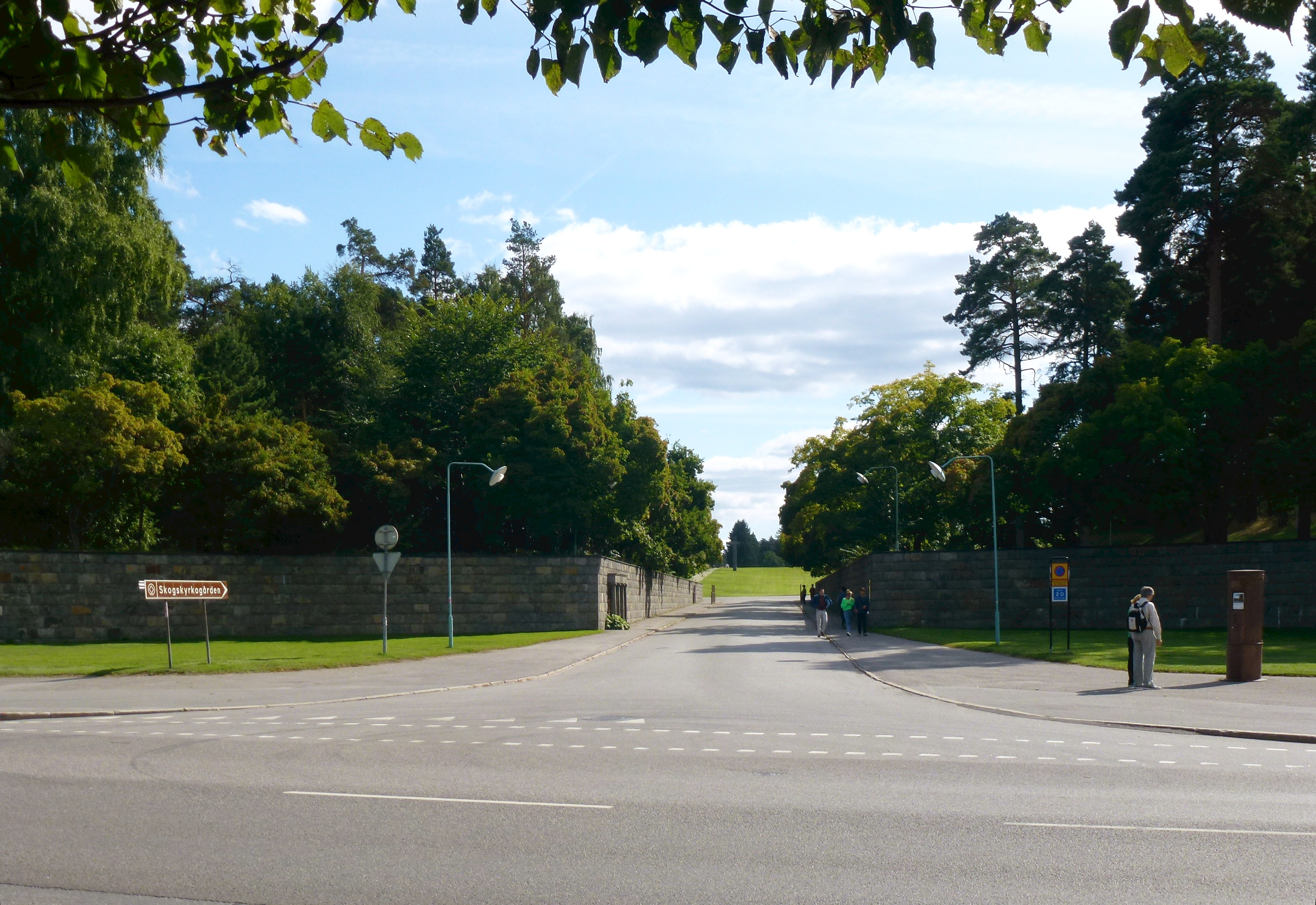
Huvudentré från Sockenvägen.

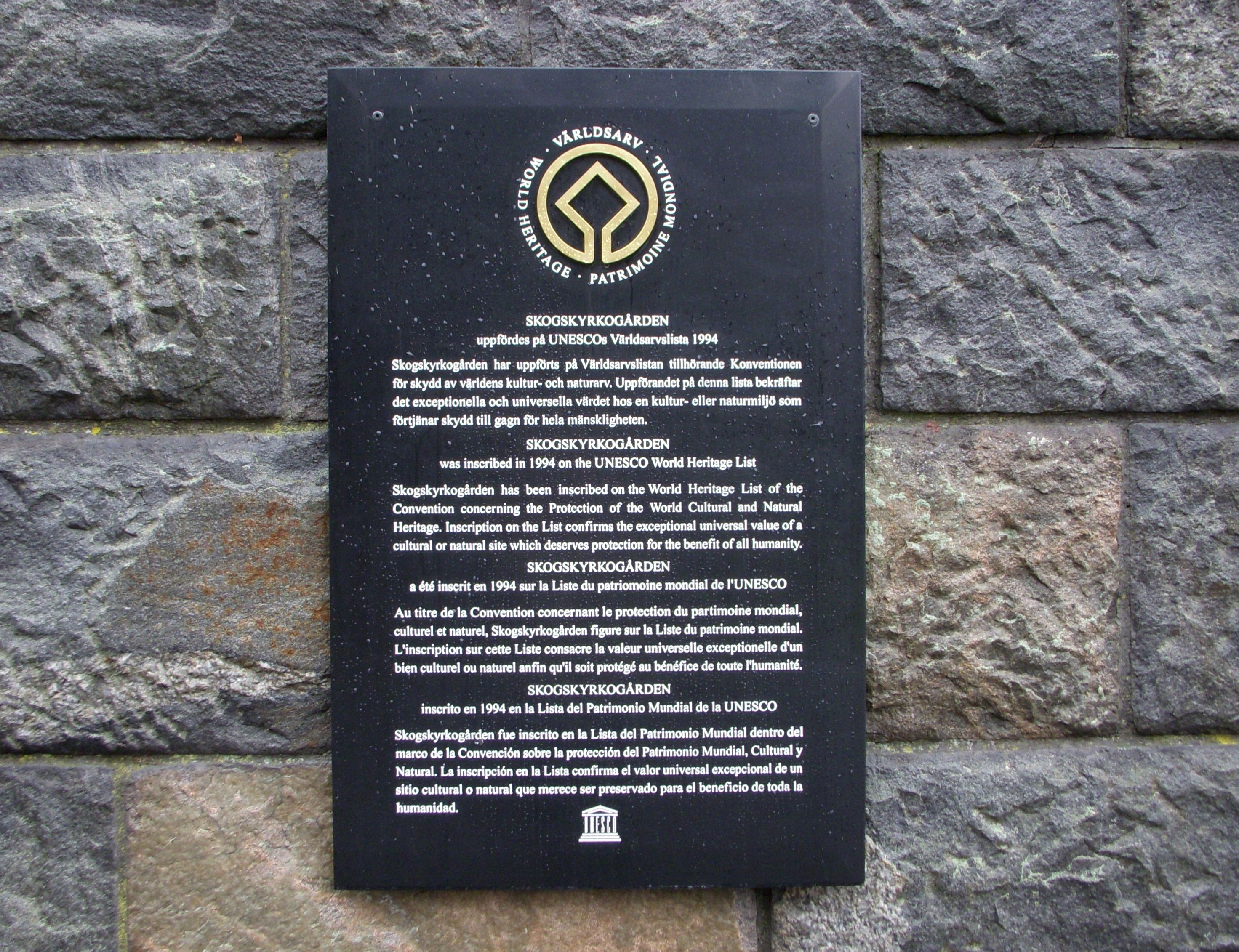
Unescos världsarvsinformation på fyra språk på granitmuren vid huvudentrén.